# Sattelstorch
Der Sattelstorch (Ephippiorhynchus senegalensis) ist ein in Afrika lebender Schreitvogel.

## Merkmale
Der leicht nach oben gebogene Schnabel des Sattelstorches ist rot-schwarz-rot gefärbt. Ein Stück an der Oberseite, der Sattel, ist gelb gefärbt. Die Farbe des Federkleides ist an den Flügeln und an Hals und Kopf schwarz, sonst weiß. Das Gefieder der Jungvögel ist graubraun, der Schnabel schwarzgrün. Die Beine sind grau und an den Intertarsalgelenken und Fußschaufeln rosa gefärbt. Der Geschlechtsdimorphismus zeichnet sich bei dieser Art durch die Augenfarbe aus. Die Iris des Weibchens ist gold-gelb, die der Männchen braun.
Der Sattelstorch kann 145 cm lang werden, hat eine Flügelspannweite von bis zu 250 cm und kann bis 6 kg schwer werden. Damit gehört er zu den größten flugfähigen Vögeln der Welt. Das Weibchen ist wesentlich kleiner als das Männchen.
Außer dem Klappern am Nest ist der Sattelstorch ein stiller Vogel.
In Gefangenschaft können die Tiere bis zu 36 Jahre alt werden.

## Vorkommen
Das Verbreitungsgebiet erstreckt sich vom Senegal bis Südafrika und Äthiopien. Er kommt jedoch nicht flächendeckend vor. Der Sattelstorch braucht großflächige Feuchtgebiete wie Sümpfe, Überschwemmungsebenen und Verlandungszonen seichter Seen.

## Fortpflanzung
Jedes Brutpaar hat ein mächtiges, aus Ästen und Zweigen gebautes Nest, das sich stets im oberen Bereich eines hohen, einzelstehenden Baumes befindet und freie Sicht nach allen Seiten bietet. Jahr für Jahr benutzt das Sattelstorchenpaar denselben Horst, der alljährlich während der Balz- und Paarungszeit ausgebessert wird und die Nestmulde neu mit Laub, Schilfhalmen und Lehm auskleidet wird.
Das Weibchen legt zwei bis drei, gelegentlich vier, selten fünf etwa 146 g schwere Eier. Beide Elternvögel wechseln sich einander bei der 30- bis 35-tägigen Brut ab und teilen sich auch die Aufzucht der Jungen. Nach 70–100 Tagen sind die Jungtiere flügge. Die Geschlechtsreife erreichen die Jungvögel im Alter von etwa drei Jahren.

## Nahrung

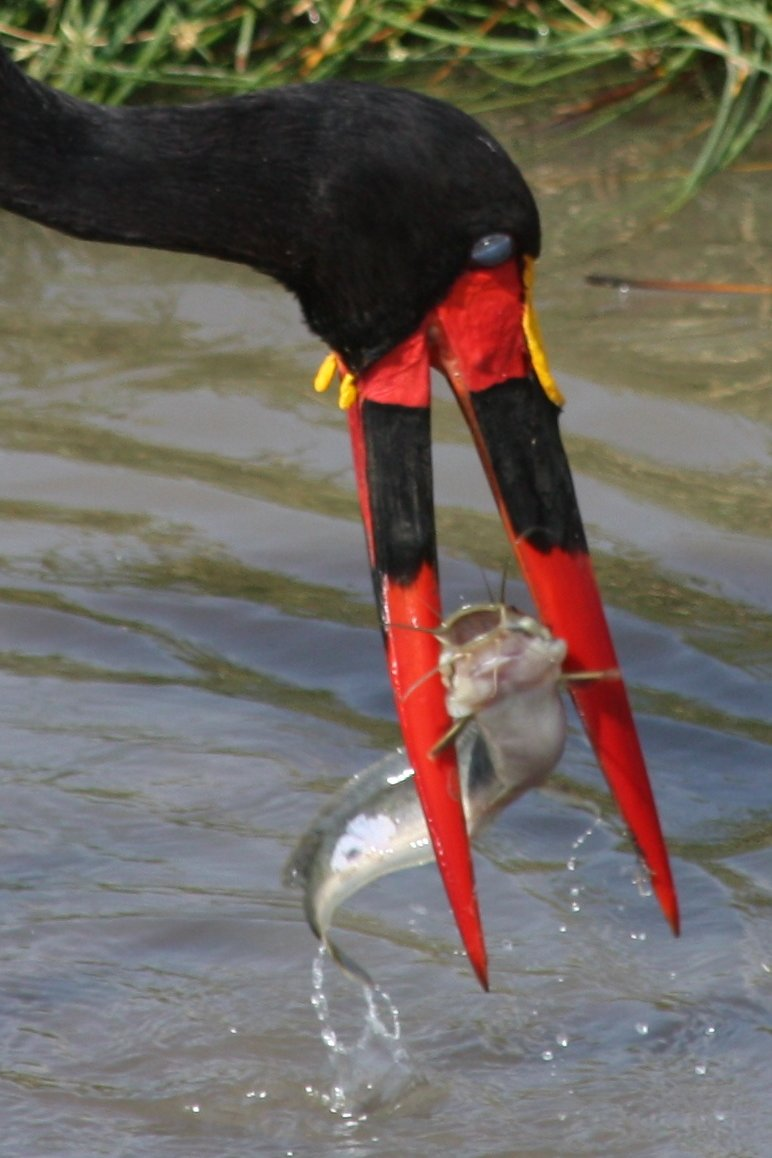
Sattelstorch mit erbeutetem Wels

Der Sattelstorch ernährt sich von kleinen Wirbeltieren wie Fischen, Schlangen, Fröschen und Nagetieren sowie von Insekten, vorzugsweise Heuschrecken, Krebsen, Schnecken und auch Aas. Bei der Futtersuche schreitet er mit vorgestrecktem Kopf und nach unten gerichtetem Schnabel im seichten Wasser umher und stößt blitzschnell nach Beutetieren. Regelmäßig taucht er mit dem Schnabel ins Wasser, um Beutetiere aufzuschrecken, die sich zwischen den Pflanzen verborgen haben.

## Verhalten
Sattelstörche leben paarweise in festen Territorien, aus denen sie fremde Artgenossen vertreiben.

## Bestand
Der Sattelstorch ist durch den Verlust von Lebensraum, vor allem von Feuchtgebieten und deren Verschmutzung z. B. durch Pestizide bedroht. Auf Grund des großen Verbreitungsgebietes und der Häufigkeit der Art wird diese seitens der IUCN als nicht gefährdet eingeschätzt. Allerdings ist die Häufigkeit des Sattelstorches regional sehr unterschiedlich. In der Republik Südafrika gibt es z. B. nur noch 50 Sattelstorchpaare, im Bangweulubecken im Nordosten Sambias nur noch 275 Individuen (Stand: Mitte der 1980er Jahre).

## Kulturgeschichtliches
Der Sattelstorch wurde in der Ägyptischen Hieroglyphe „Ba“ (Gardiner-Liste, Nr. G29) dargestellt, die für einen bestimmten Aspekt des Seelischen stand, von dem man glaubte, er könne sich vom Körper ablösen (Freiseele). Pharao Chaba aus der 3. Dynastie verwendete diese Hieroglyphe als Teils seines Namens.

## Bilder

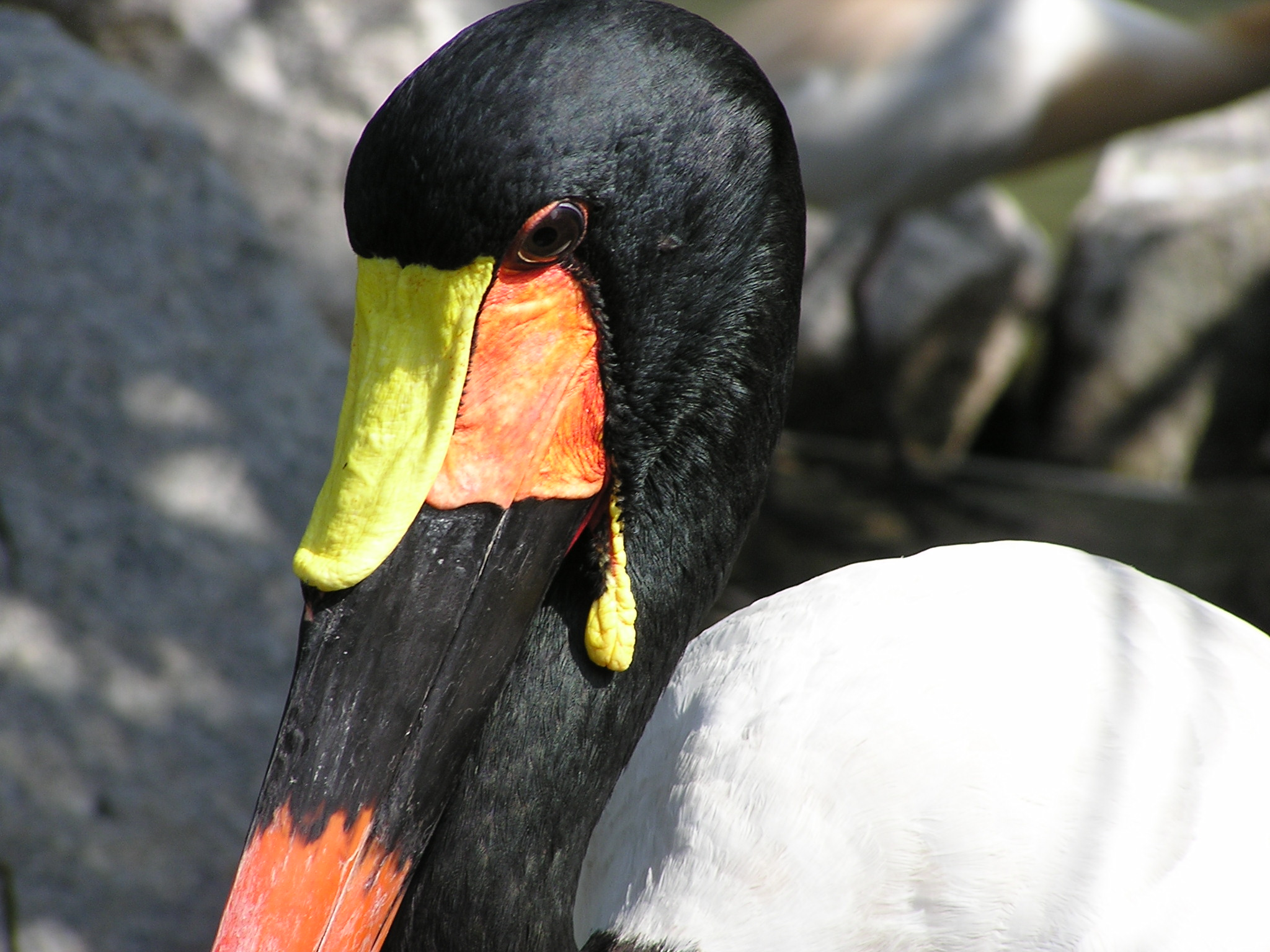
Nahaufnahme des Kopfes
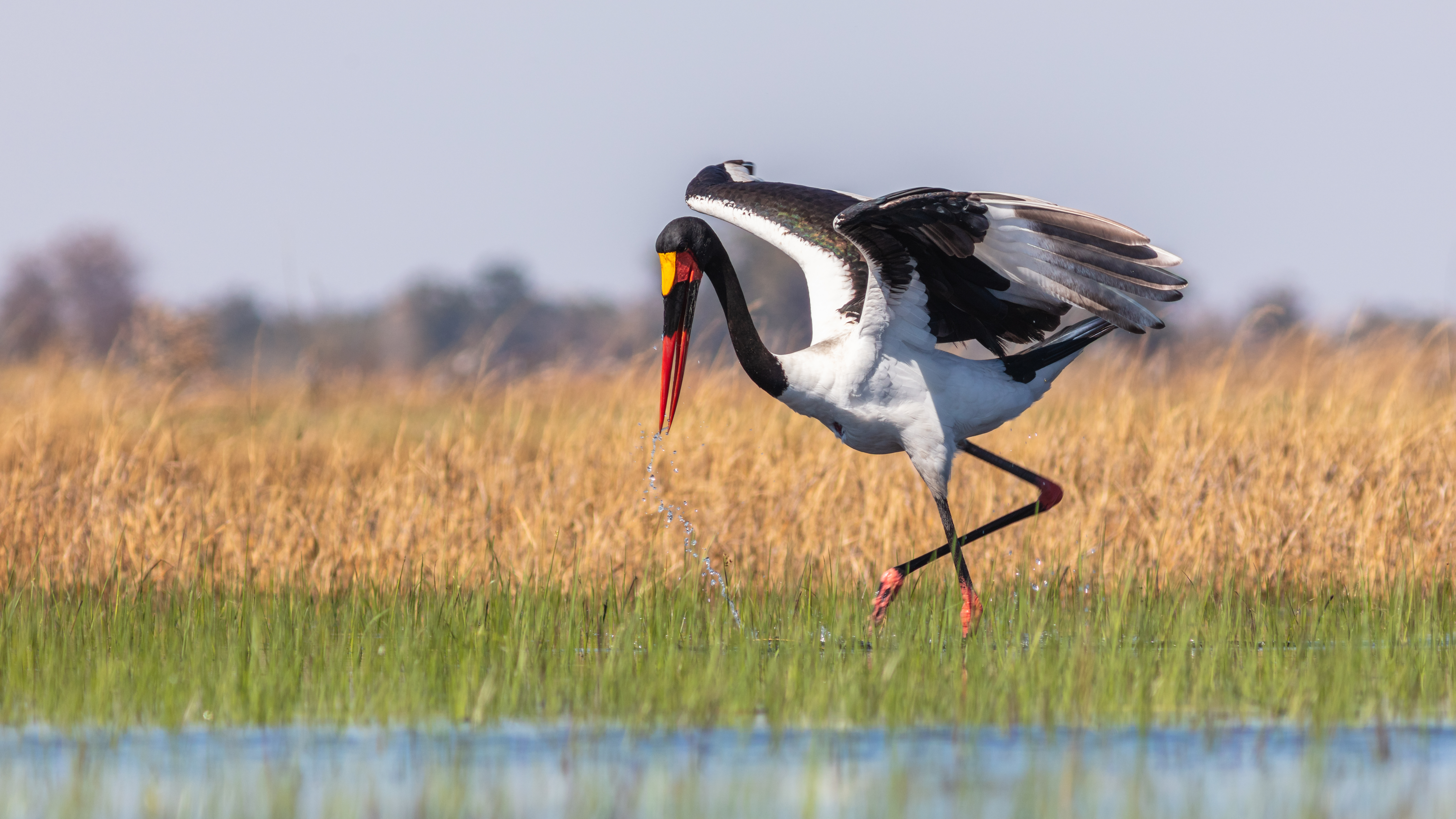
Auf Nahrungssuche im Okavangodelta.
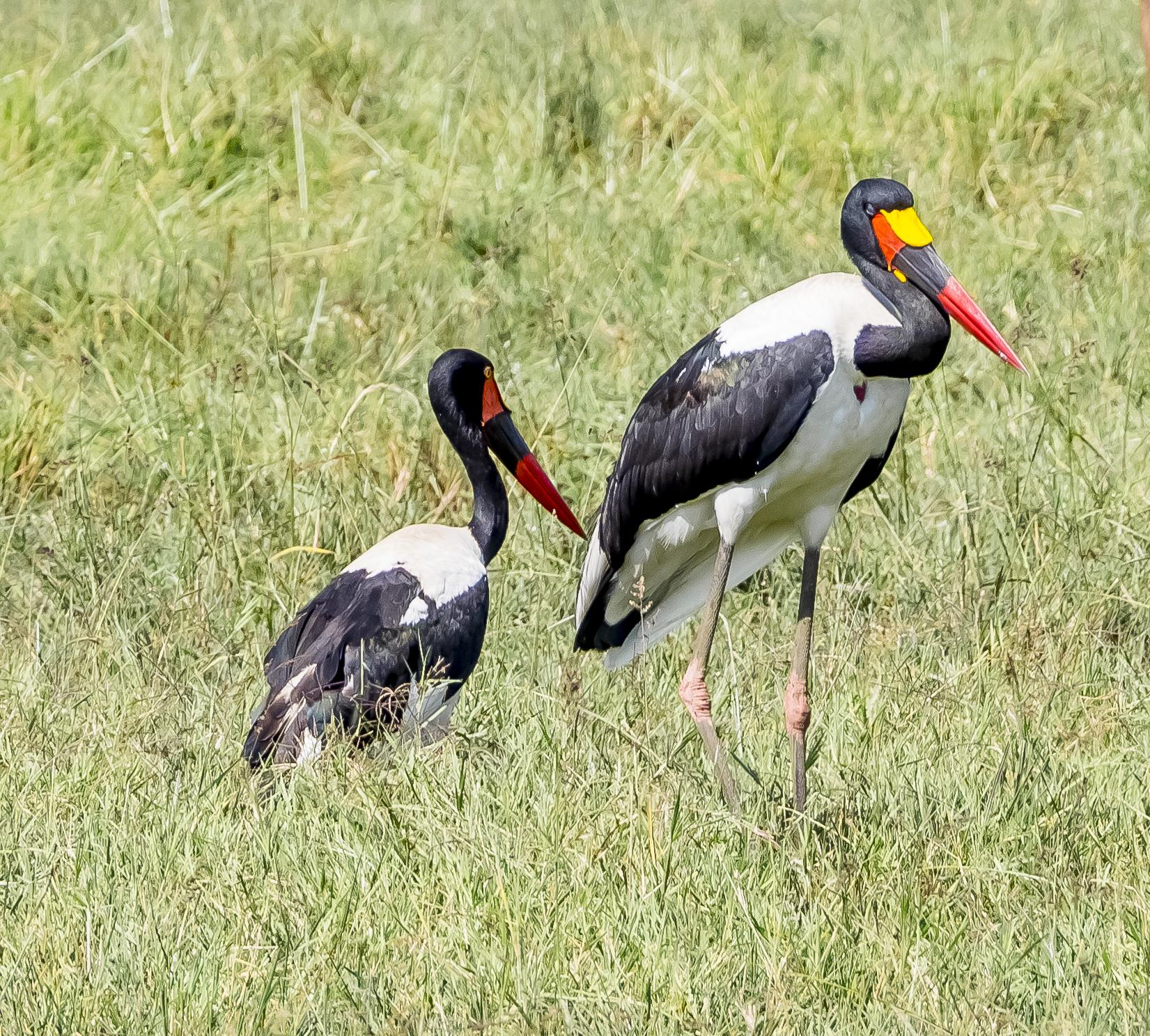
Zwei Artgenossen in der Masai Mara
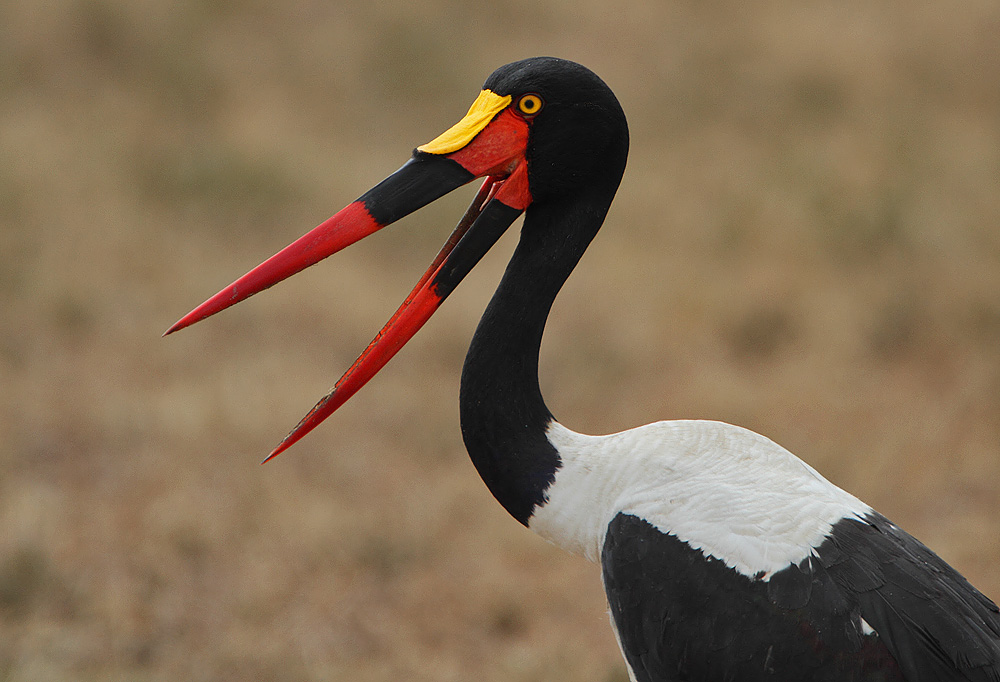
Sattelstorch
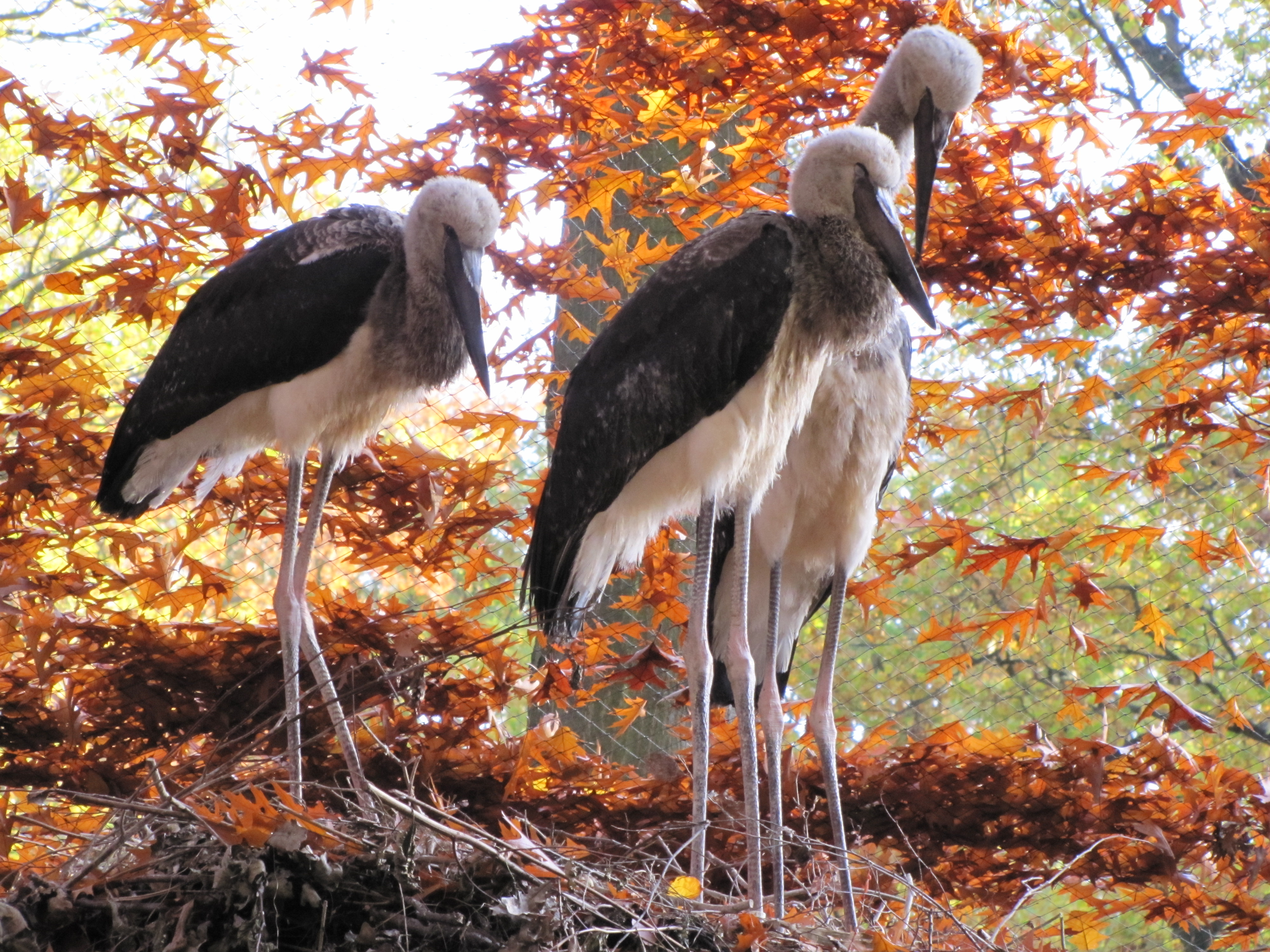
Jungtiere im Tierpark Cottbus
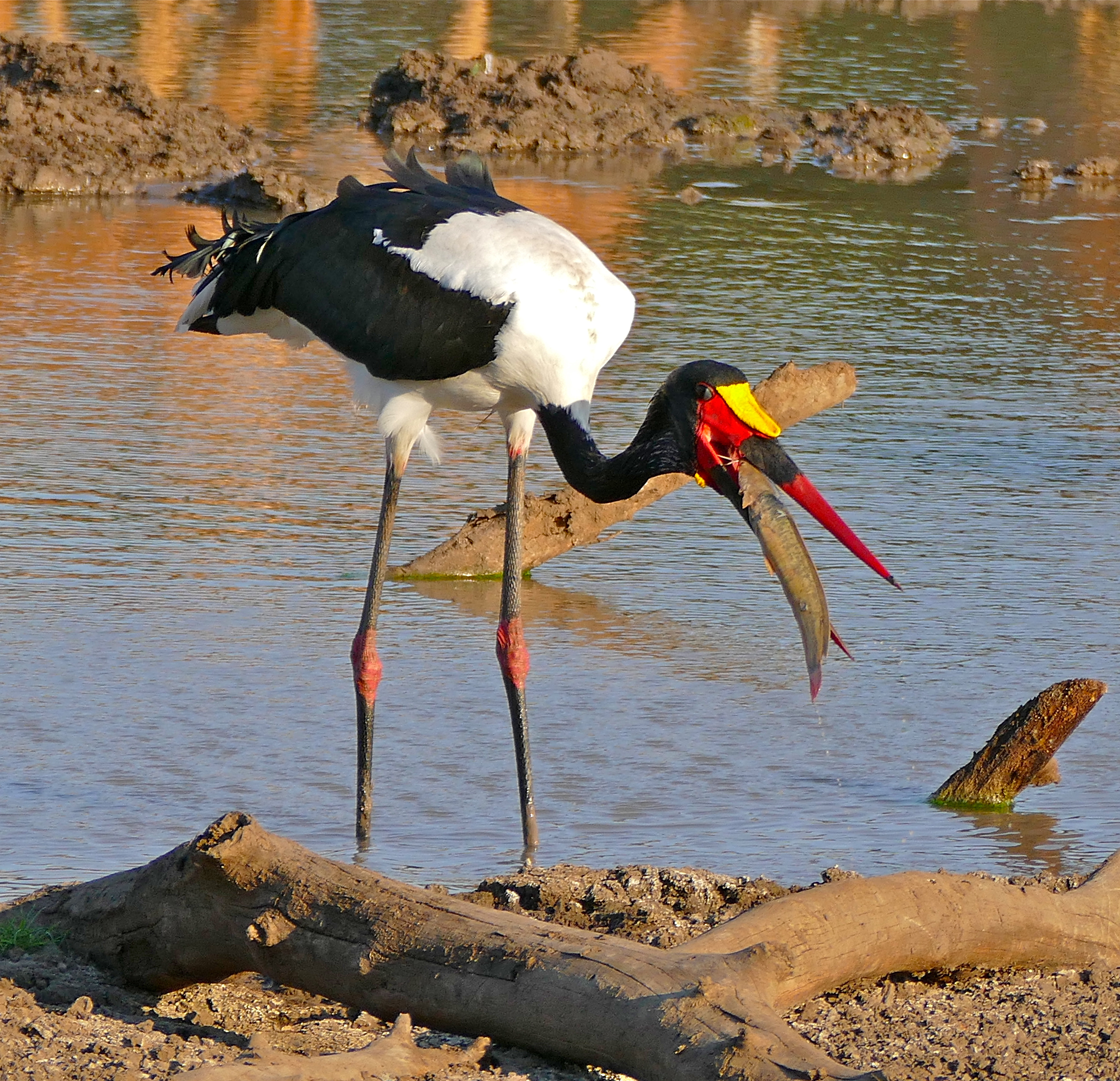
Sattelstorch frisst einen Wels